# Markó Károly (festő, 1793–1860)
Idősebb Markó Károly (Lőcse, 1791. szeptember 25. vagy 1793.   – Villa di Lappeggi, Itália, 1860. november 19.) magyar festő, 1840-től a Magyar Tudományos Akadémia tagja, a magyar tájképfestészet egyik megteremtője. Művészete a 17. és 18. századi heroikus történelmi, illetve ideális tájképfestészetre épül. Tájképei idilli hangulatú, mitológiai, bibliai vagy hétköznapi jeleneteket megjelenítők. Magyar Claude Lorrainként ünnepelték.

## Életpályája

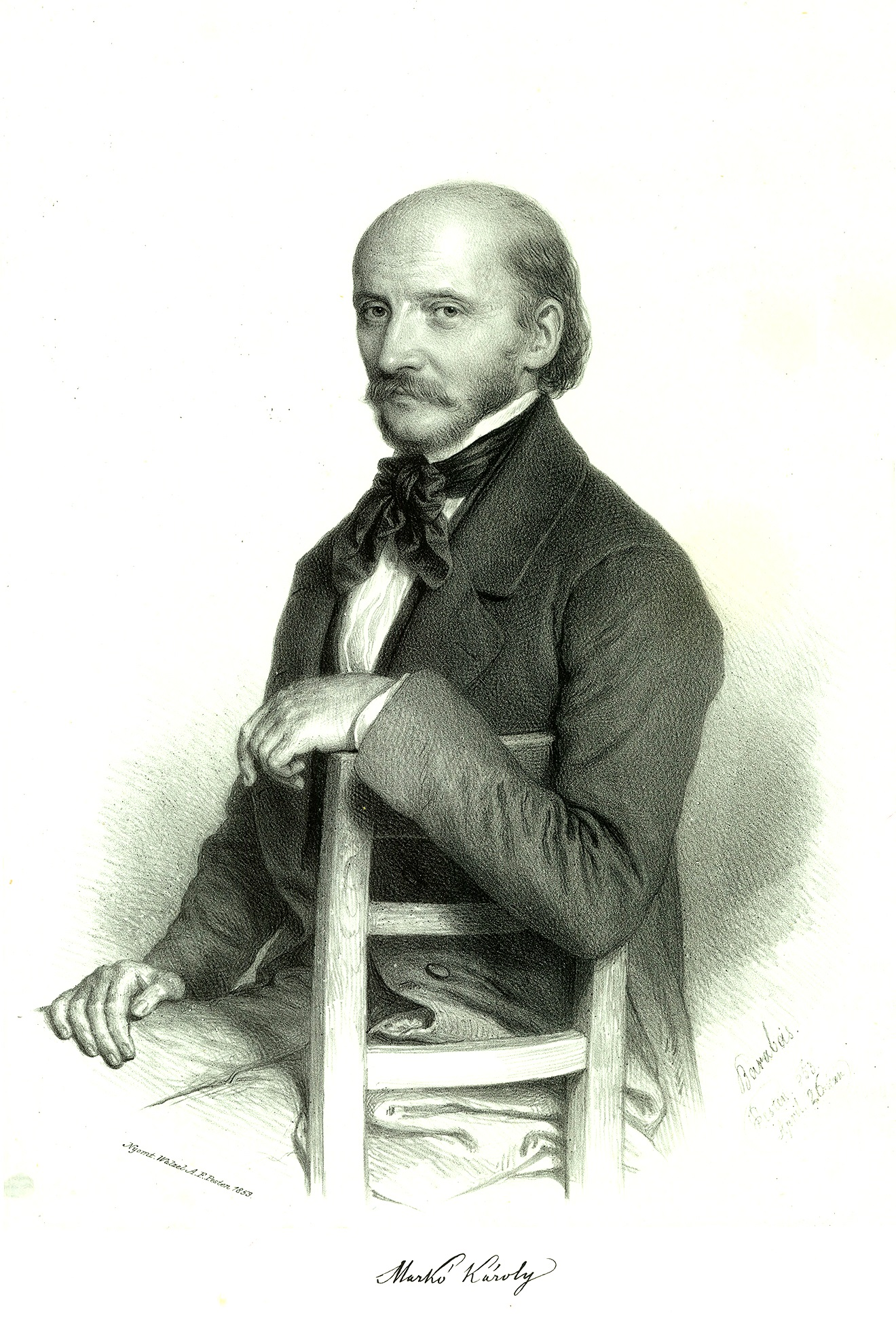
Id. Markó Károly, Barabás Miklós litográfiája, 1853-ból

A Felvidék egyik akkori szellemi központjában, Lőcsén született, 1791-ben. Fiatalon is festőnek készült, de pályája eleinte másképp alakult. Az 1800-as évek elején mérnöki tanulmányokat folytatott Pesten és Kolozsváron. Miután megszerezte diplomáját, mérnökként Lublón és Rozsnyón dolgozott 1812 és 1818 közt. Utóbbin készítette első képeit, amelyek a híres bécsi festő, Joseph Fischer festményeinek másolatai voltak. Később is sok másolatot festett ismert festők műveiről. 1818-ban Pestre érkezett, hogy rajztudását fejlessze. 1822-ben a bécsi Képzőművészeti Akadémia hallgatója lett, a történelmi és tájképfestészeti szakon. 

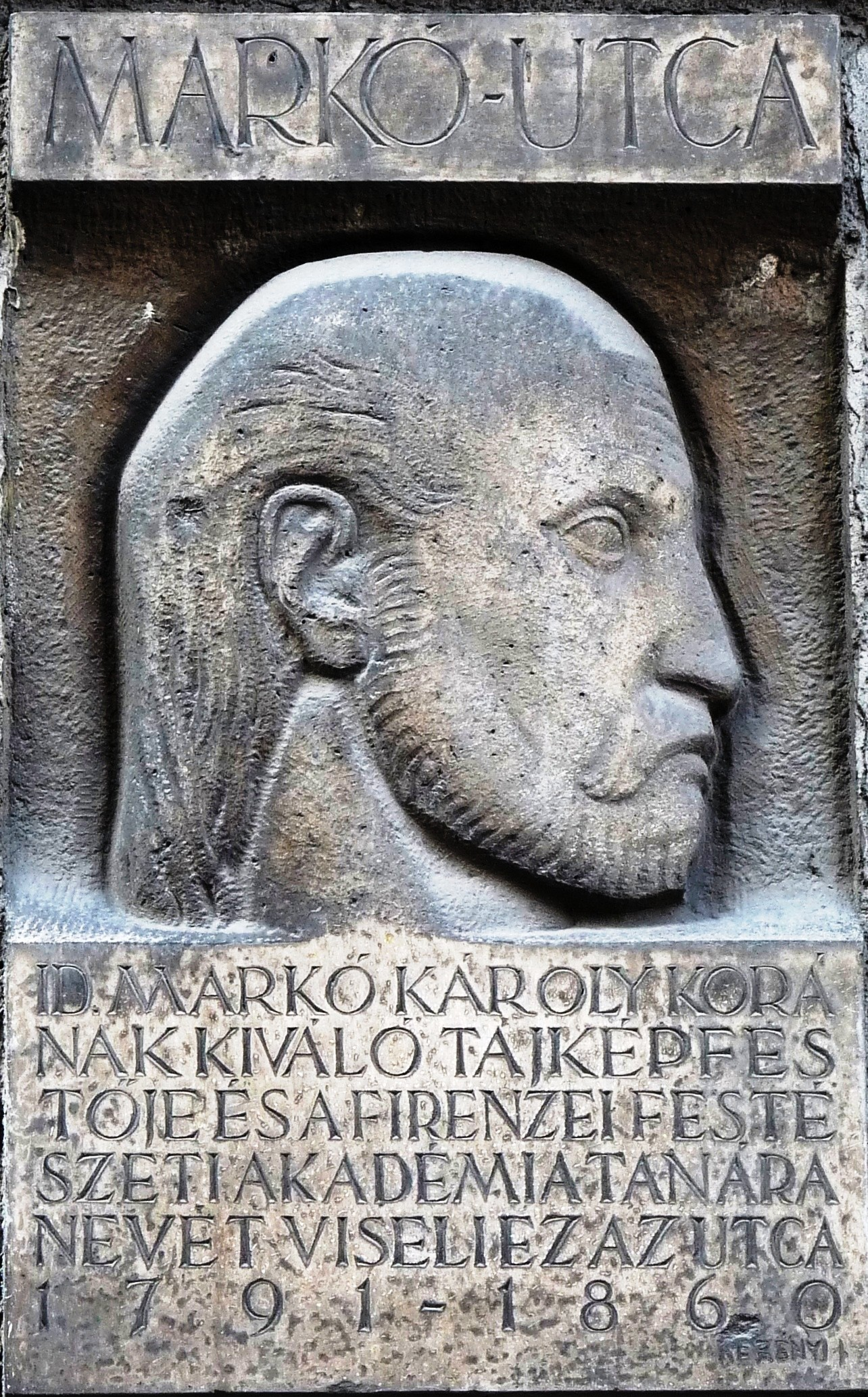
Emléktáblája a budapesti Markó utcában

Bécsben megnősült, nyolc gyermeke született. 1826-tól Kismartonban élt, majd 1830-tól az Esterházy-birtokon. Továbbra is képeket másolt, műkereskedők megrendelésére. Egyre ismertebb és keresettebb lett. Pártfogója, egy bécsi bankár megbízásából hazatért, és megfestette egyik leghíresebb, a Visegrád (1826) című képét, amely a magyar tájképfestészet legelső darabja. 1832-ben itáliai körutazást tett, járt Rómában, Firenzében, Velencében és Bolognában. 1838-ban maláriában megbetegedett, ekkor elhagyta Rómát, Pisába költözött, és ott élt 1843-ig. 1843 és 1848 közt továbbutazott, és Firenzében telepedett le. Ekkor már Európa-szerte ismert festő volt. Rendszeresen dolgozott arisztokraták megrendelésére. Híre eljutott Magyarországra is. 1848-ban Appeggibe költözött, és ott élt egészen 1860-ban bekövetkezett haláláig. 1853-ban hazalátogatott. Ennek az útnak a hatására születtek a Puszta és a Magyar alföldi táj gémeskúttal című festményei. 1840-ben kiállítást rendeztek műveiből, az első Pesti Műkiállításon. Még ebben az évben a Magyar Tudományos Akadémia tagjává választották. Művei megtalálhatok Ausztria, Csehország, Dánia, Magyarország, Németország, Olaszország és Szlovákia múzeumaiban.

## Főbb művei
Az 1810-es évekből származó képei, elsősorban másolatok, de már készített saját műveket is, az akvarellfestés egyik fajtájával, a gouache technikával dolgozott. Ekkor készültek a Csorsztin és Nedecz (1820) valamint az Aggteleki-barlang-sorozat (1821). Uborkát tisztító lány (1831), Faunok elől menekülő nimfák (1831), Erdei út (1832), Tájkép Tivoli mellett (1846). Mitológiai témájú festményei mellett fontosak bibliai témájú képei is – így Krisztus megkeresztelése a Jordánban (1840), Tóbiás és az angyal (1843), Jézus Jákob kútjánál (1854). Művei világszerte megtalálhatók köz- és magángyűjteményekben Bécstől egészen Mexikóvárosig. Ez utóbbi azért is fontos, mert a mexikói tájképfestészet Markó műveinek tanulmányozásával és másolásával született meg.[forrás?]

## Galéria

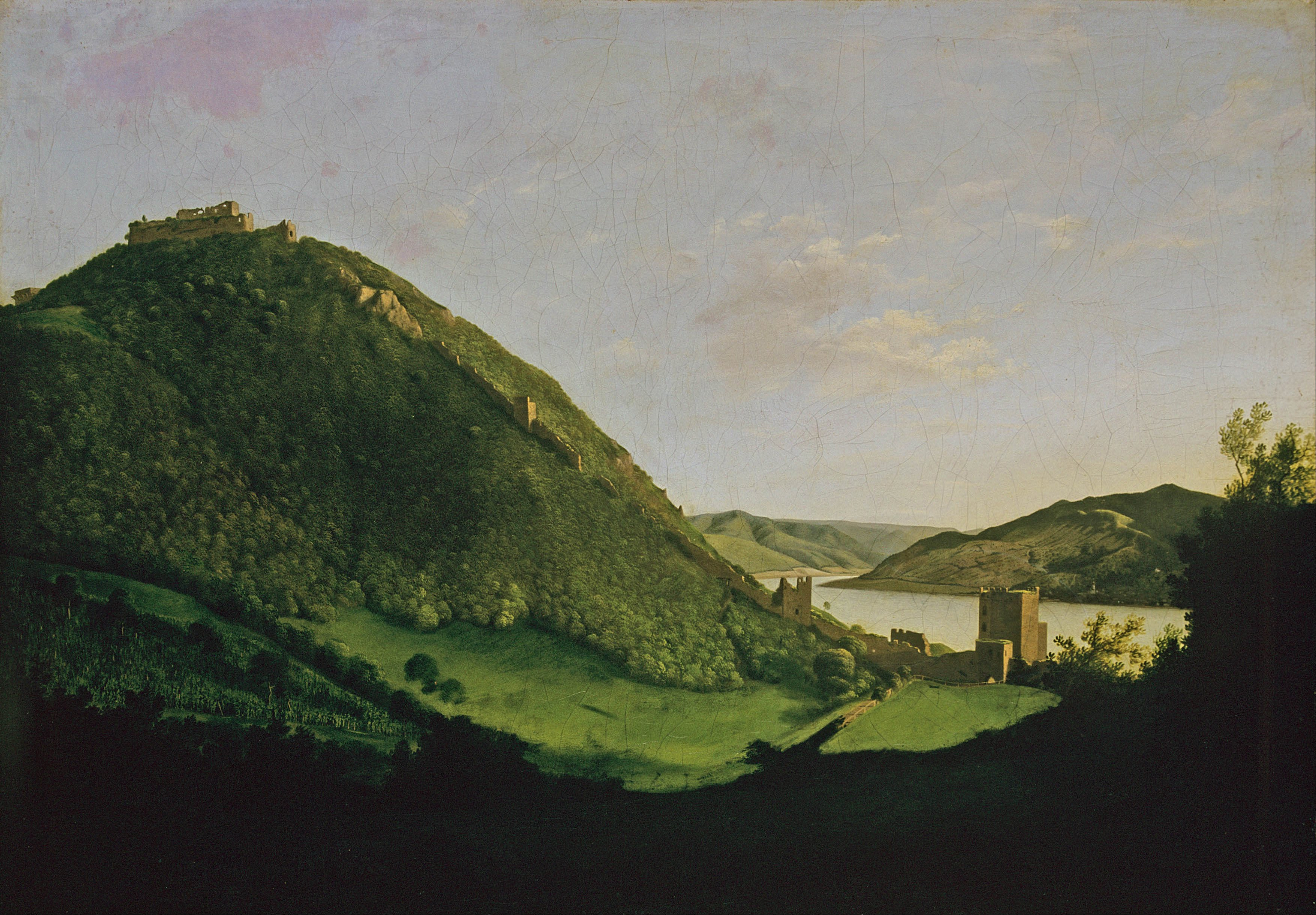
Visegrád (1826–30)
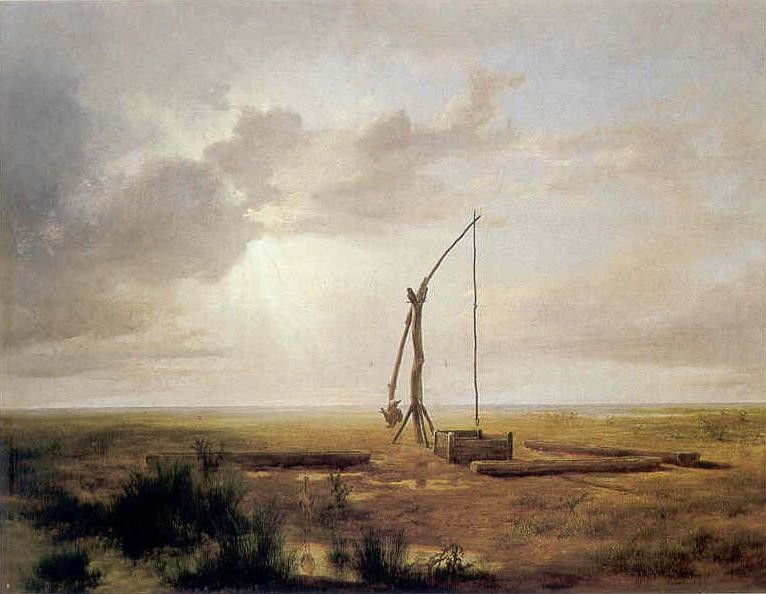
Magyar alföldi táj gémeskúttal (1853)
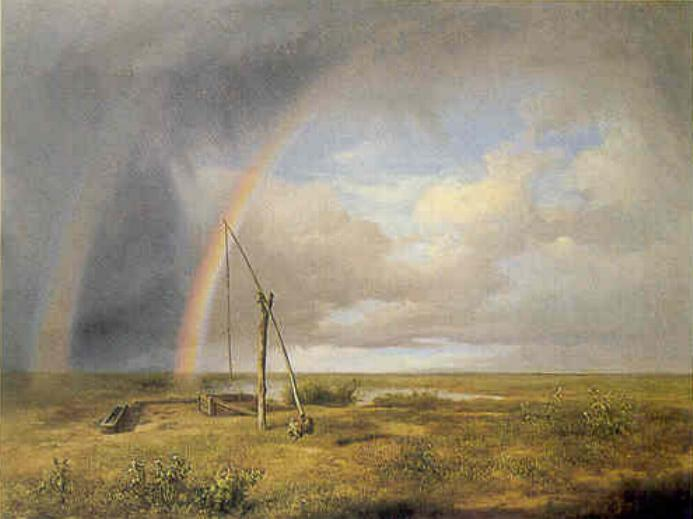
A puszta szivárvánnyal (1853)
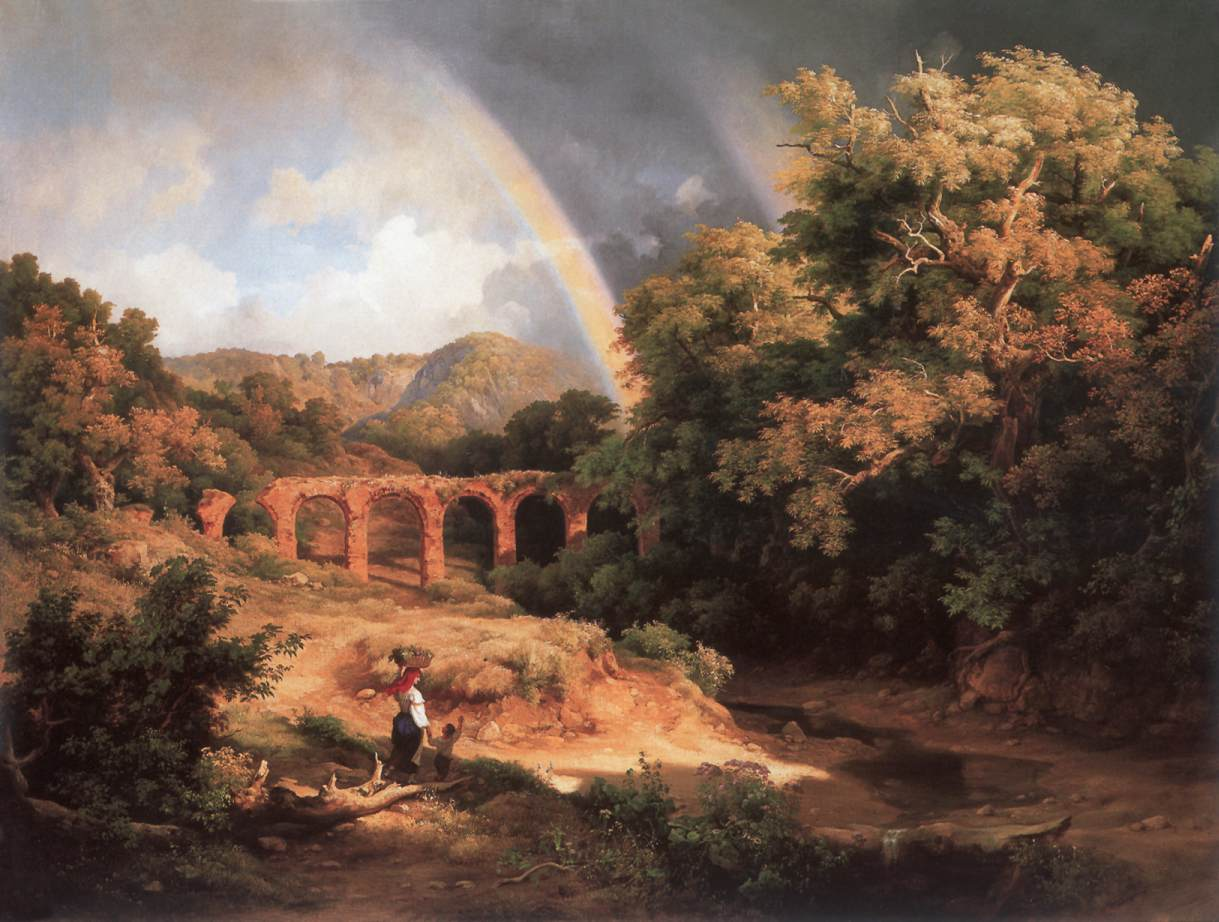
Itáliai táj szivárvánnyal (1838)
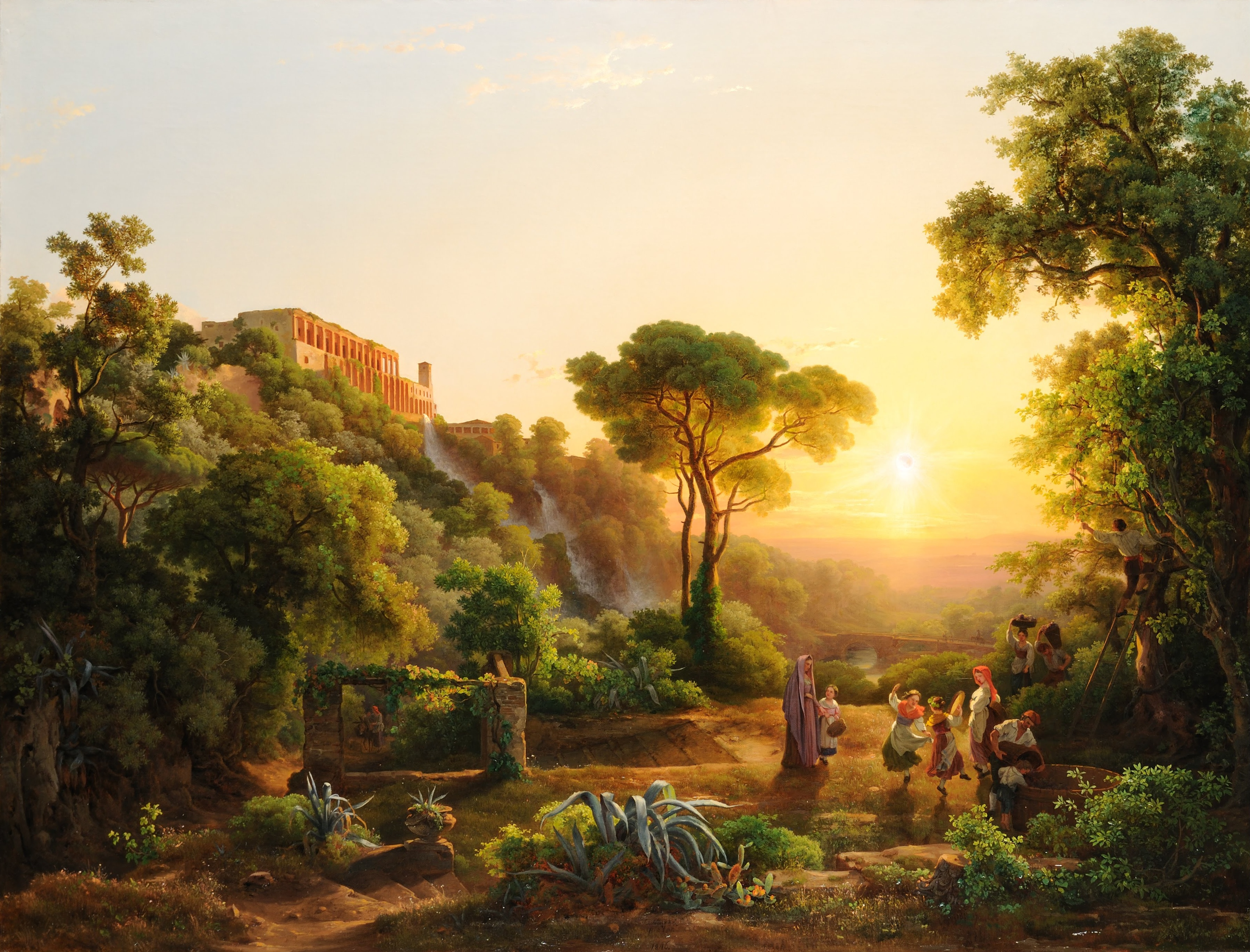
Tájkép Tivoli mellett (1846)
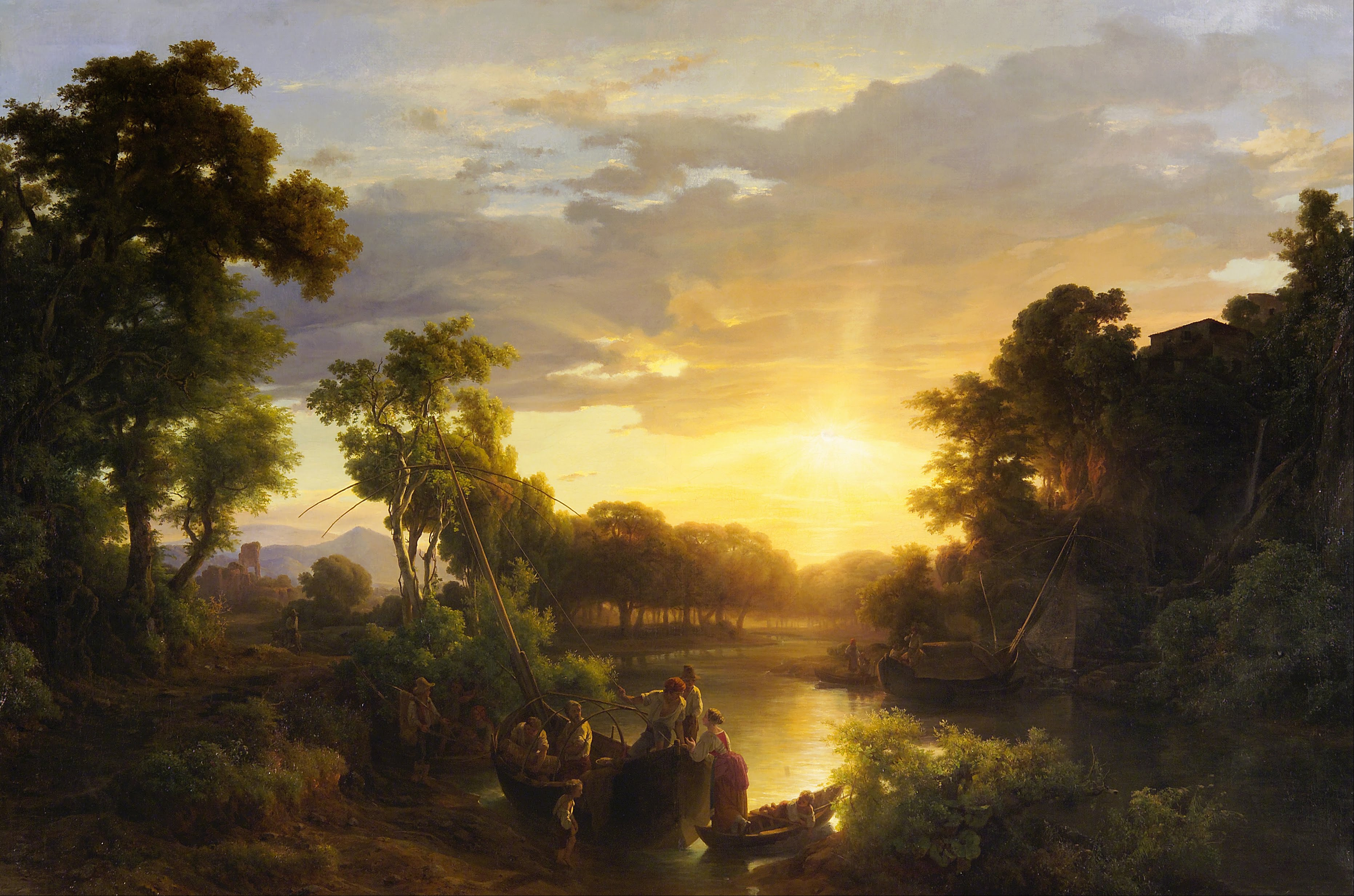
Olasz táj naplementekor (1851)